# Tanjung Kilang
Tanjung Kilang is een bestuurslaag in het regentschap Karimun van de provincie Riau-archipel, Indonesië. Tanjung Kilang telt 1.325 inwoners (volkstelling 2010).